# Битва при Каркаре

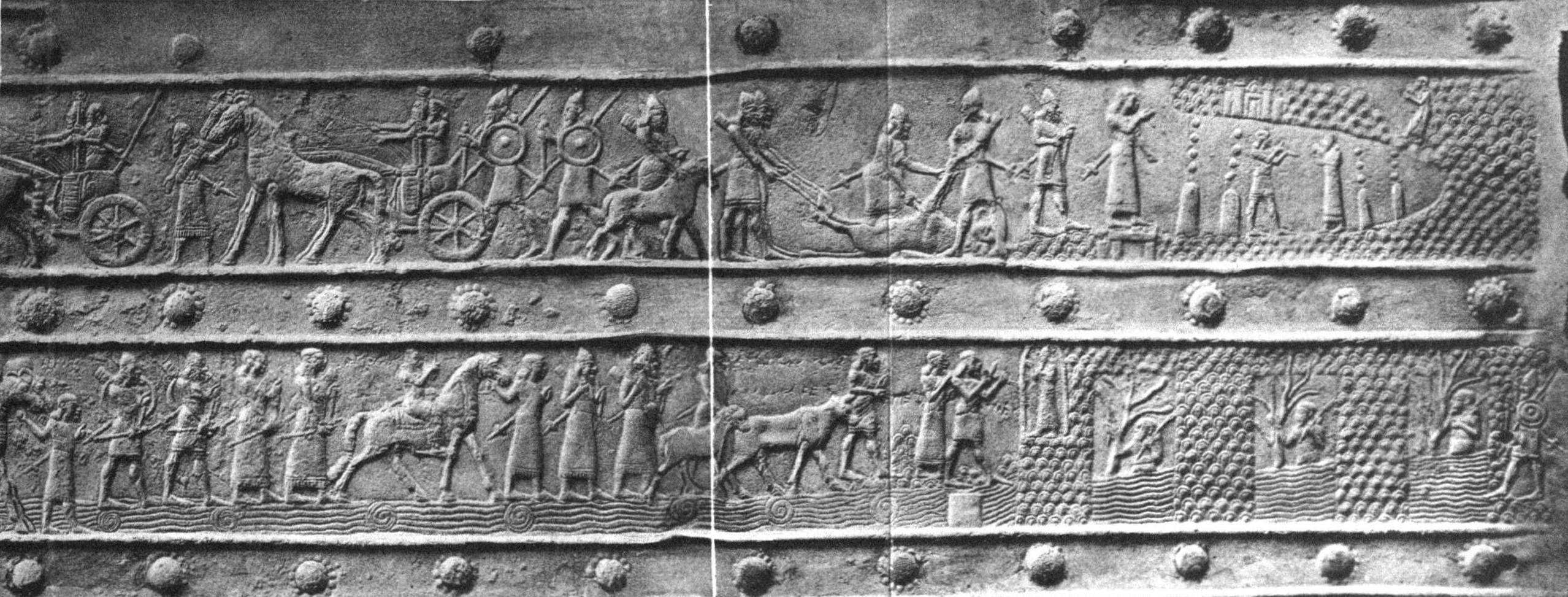
Военные действия ассирийской армии на рельефе с ворот из Балавата. IX век до н. э.

Битва при Каркаре — состоявшаяся в 853 году до н. э. у селения Каркар битва, в которой ассирийская армия под командованием царя Салманасара III разгромила союзное войско правителей сиро-хеттских царств и Египта. Один из эпизодов завоевательных походов ассирийцев в Левант и Финикию.
В сражении при Каркаре участвовало наибольшее число правителей, чем в какой-либо из предыдущих битв в истории. Ассирийские надписи, сообщающие об этом вооружённом конфликте, — первые исторические источники, в которых упоминается об арабах. Впервые во внебиблейских текстах упоминаются правители Израиля и Арама, Ахав и Бар-Хадад II, что позволяет синхронизировать библейскую хронологию с хронологией истории Ближнего Востока.

## Исторические источники
Основной нарративный источник о битве при Каркаре — изготовленный по приказу Салманасара III Кархский монолит, на котором по-аккадски высечена надпись, повествующая о деяниях этого ассирийского царя с 859 по 853 год до н. э. На основании особенностей текста надписи (присутствие грамматических ошибок и отсутствие некоторых выражений, принятых в ассирийских надписях того времени) предполагается, что монолит из Карха был создан вскоре после битвы при Каркаре (возможно, уже в 852 году до н. э.), и что его текст был высечен в большой спешке. О битве при Каркаре сообщается и в другой надписи (так называемая «редакция C» «Анналов Салманасара III»), сделанной в 843 году до н. э. на установленном в Нимруде обелиске, но в ней данные о его победе явно преувеличены даже по сравнению с надписью из Карха. Также о сражении сообщается в ассирийских списках эпонимов. Всего же о сражении при Каркаре упоминается в шести ассирийских надписях. Дата сражения установлена по спискам лимму.
В Библии об этой битве не упоминается, также как и в «Иудейских древностях» Иосифа Флавия.

## Предыстория
Продолжая завоевательную политику своего отца Ашшурнацирапала II, Салманасар III намеревался завоевать Сирию и Киликию. В первый год своего правления он укрепил свою власть над землями вдоль Евфрата, а во время походов 857—856 годов до н. э. доходил до побережья Средиземного моря. Однако дальнейшие ассирийские завоевания в Леванте и Финикии были невозможны без подчинения правителя Арама Бар-Хадада II. Поход, во время которого Салманасар III планировал завоевать столицу арамеев Дамаск, был осуществлён в 853 году до н. э.
Ассирийская армия вышла из Ниневии в 14-й день месяца ияр в 6-й год правления Салманасара III. Согласно надписи из Карха, первой жертвой военной кампании стал восставший против ассирийцев царь Гиамму, владения которого располагались в долине реки Балих. Не встречая серьёзного сопротивления, ассирийское войско захватило селения и земли Гиамму, а затем переправилось через Евфрат. В городе Питру к Салманасару III пришли послы от окрестных правителей — царей Каркемиша, Куммуха, Бит-Агуси, Мелида, Самаля, Паттины, Гургума, Алеппо и нескольких других — и дали ему дань серебром, золотом, оловом и бронзой. Затем войско Салманасара III нанесло поражение войску правителя Хамата Ирхулени, разорив его владения и захватив принадлежавшие тому сокровища. Вслед за тем такая же участь постигла находившуюся вблизи Оронта столицу Хамата, город Каркар, отождествляемый с археологическим объектом Телль-Каркур: он был сожжён ассирийцами.
Однако в окрестностях этого города ассирийцы столкнулись с большим войском правителей сиро-хеттских царств и их союзников. Вероятно, направленный против ассирийской экспансии союз правителей Леванта и Финикии начал складываться ещё за несколько лет до похода Салманасара III. Когда же ассирийская армия приблизилась к долине Оронта, по призыву хаматского царя Ирхулени было создано объединённое войско, во главе которого встал наиболее могущественный из сирийских правителей того времени, царь Арама Бар-Хадад II (в надписи из Карха назван Адад-Идри). Предполагается, что первоначальной целью коалиции могло быть освобождение недавно завоёванной ассирийцами Паттины, и что, узнав об этих планах, Салманасар III решил отложить дальнейшее разорение Хамата и пришёл в долину Оронта. По другому предположению, союзники сами стремились вступить в сражение с основными силами ассирийской армии, узнав о планах Салманасара III от тех арамеев, кто был на службе у ассирийцев.

## Битва
В антиассирийскую коалицию вошли правители более десятка царств Леванта. Перед общей угрозой свои разногласия забыли даже цари Арама и Израиля — Бар-Хадад II и Ахав — до этого враждовавшие между собой. Предполагается, что воинский контингент прислал также фараон Египта Осоркон II, вероятно, намеревавшийся сменить военную экспансию своих предшественников на земли Сирии на поддержку местных правителей (в том числе израильского царя Ахава) как буфера перед ассирийской угрозой. Возможно, что финансовую поддержку союзу сирийских правителей оказали города Финикии, в том числе Тир.
На монолите из Карха написано, что против ассирийцев выступили двенадцать царей, но упоминается только об одиннадцати. Вероятно, «12 царей» — образ, принятый в ассирийском летописании того времени для обозначения массовости противостоявших ассирийцам сил. В надписи сообщается о количестве и составе войск, приведённых каждым из правителей.
| Царство                      | Правитель    | Колесницы | Всадники | Пешие воины |
| ---------------------------- | ------------ | --------- | -------- | ----------- |
| Арамейский Дамаск            | Бар-Хадад II | 1200      | 1200     | 20 000      |
| Хамат                        | Ирхулени     | 700       | 700      | 10 000      |
| Северное Израильское царство | Ахав         | 2000      |          | 10 000      |
| KUR Gu-a-a                   | Кат          |           |          | 500         |
| KUR Mu-us-ra                 |              |           |          | 1000        |
| Ирката                       |              | 10        |          | 10 000      |
| Арвад                        | Матанбаал I  |           |          | 200         |
| Ушна                         |              |           |          | 200         |
| Сиану                        | Адуни-Баал   | 30        |          | 1000        |
| арабы                        | Гиндибу      |           | 1000     |             |
| Аммон                        | Бааша        |           |          | 1000        |

Всего, согласно надписи, в войске союзников было более 60 000 воинов, включая приблизительно 50 000 пехотинцев, 3940 боевых колесниц, 3000 всадников на конях и 1000 всадников-арабов на верблюдах. Однако, возможно, это число преувеличено. В ассирийской армии же было примерно 35 000 воинов: 20 000 пехоты, 12 000 кавалерии и 1200 боевых колесниц.

Левант около 830 года до н. э.

О самом ходе битвы в ассирийских надписях сведений нет. Сообщается только, что союзное войско потерпело сокрушительное поражение: ассирийцами были убиты 14 000 противников, многие взятые в плен были затем казнены. В качестве трофеев было захвачено множество коней и колесниц. Однако ассирийские царские надписи склонны преувеличивать число погибших врагов и в этом вопросе не всегда надёжны.
Несмотря на масштаб победы, какой она представлена в надписи на Кархском монолите, в тот раз Салманасару III не удалось подчинить своей власти правителей Сирии. Уже вскоре после битвы ассирийская армия покинула Сирию и возвратилась на родину. Причиной этого, возможно, были очень большие потери, понесённые ассирийцами на поле боя. Существует также предположение, что победу в битве одержала не ассирийская армия, а войско союзных правителей. Это мнение основывается на том, что и после битвы при Каркаре сирийцы ещё долгие годы смогли оказывать сопротивление Салманасару III. В пользу такого предположения могут свидетельствовать и изображения на посвящённых битве при Каркаре ассирийских барельефах. На них союзные войска показаны движущимися вперёд по телам ассирийцев, а такое изображение является редкостью для ассирийских артефактов. По мнению С. У. Бауэр, это «намекает на совсем другой итог» сражения, отличный от сообщающегося на Кархском монолите.

## Последствия
В 849 году до н. э. Салманасар III возобновил походы в Левант, выступив против отказавших ему в повиновении царей Каркемиша и Арпада. Всего же после битвы при Каркаре Салманасар III ещё шесть раз воевал с сирийцами, возглавлявшимися правителями Дамаска. В 845 году до н. э. ассирийская армия впервые осаждала Дамаск; вероятно, в 841 году до н. э. власти Салманасара III покорилось Израильское царство, а полное подчинение Арама ассирийцам произошло в 837 году до н. э., когда его правителем был уже преемник Бар-Хадада II, царь Азаил.